# Le Petit Poucet (film 1912)

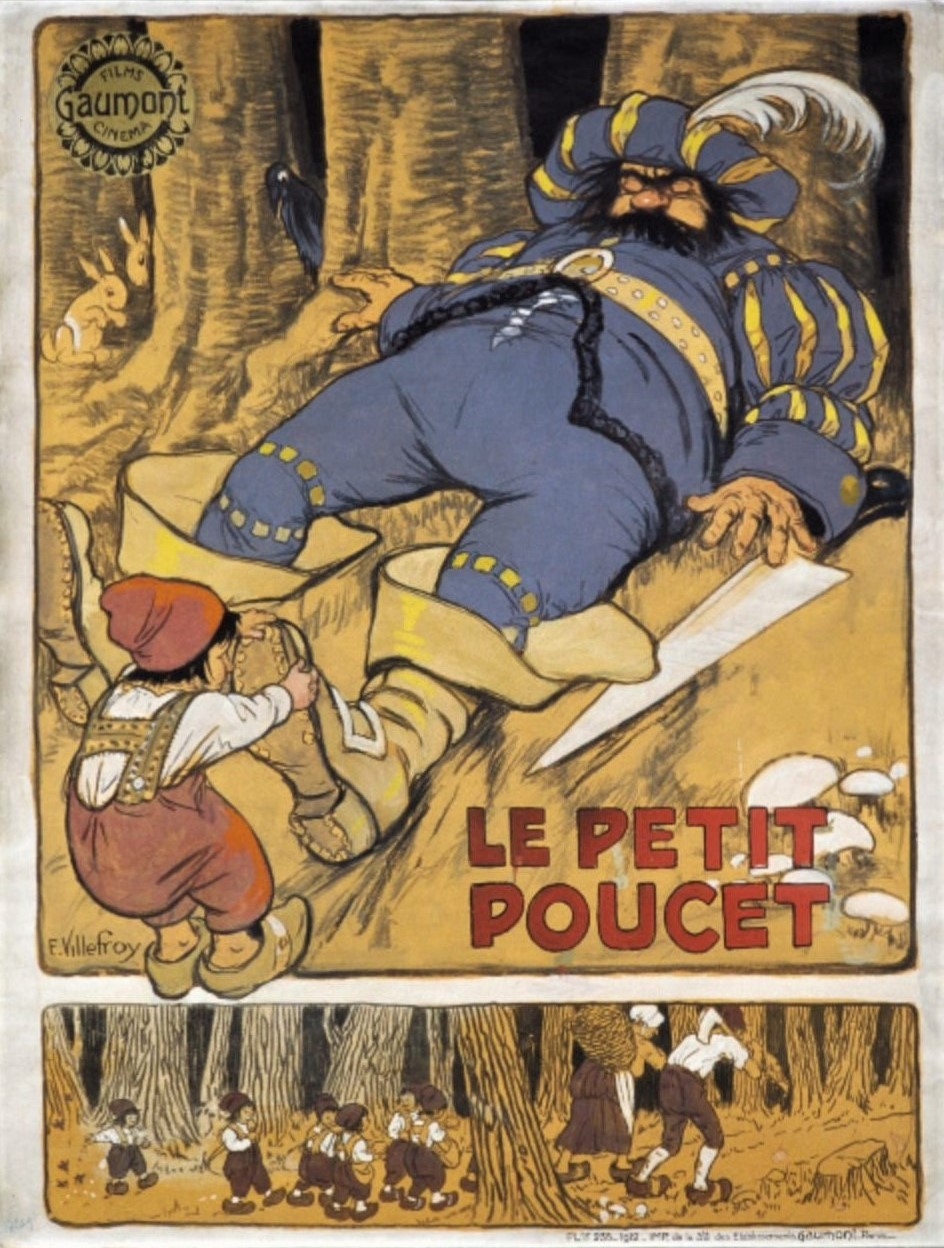
Locandina del film

Le Petit Poucet è un cortometraggio muto del 1912 diretto da Louis Feuillade.

## Produzione
Il film fu prodotto dalla Société des Etablissements L. Gaumont.

## Distribuzione
Distribuito dalla Société des Etablissements L. Gaumont, uscì nelle sale cinematografiche francesi il 1º novembre 1912. Negli Stati Uniti, il film è conosciuto come Tom Thumb.